# Wereldkampioenschap voetbal 2002 (kwalificatie CAF)
51 teams schreven zich in voor de kwalificatie van het wereldkampioenschap voetbal 2002, maar Burundi trok zich voor de loting terug. De CAF kreeg 5 plaatsen op het WK.

## Opzet
Er waren 2 ronden:
- Eerste ronde: de 50 teams werden in 5 groepen van 10 verdeeld. De 10 teams werden gepaard en speelden in knock-outfase, de winnaars gaan naar de 2de ronde.
- Finaleronde: de 25 overblijvende teams werden in 5 groepen van 5 verdeeld, de groepswinnaars kwalificeren zich.

## Gekwalificeerde landen
| FIFA-lid    | Kwalificatie    | Kwal. datum | Aantal dln. (incl. 2002) | Eerste dln. | Laatste dln. | Dln. op rij | Titels (excl. 2002) | Beste prestatie |
| ----------- | --------------- | ----------- | ------------------------ | ----------- | ------------ | ----------- | ------------------- | --------------- |
| Kameroen    | Winnaar Groep 1 | 01/07/2001  | 5                        | 1982        | 1998         | 4           | 0                   | Kwartfinale     |
| Nigeria     | Winnaar Groep 2 | 29/07/2001  | 3                        | 1994        | 1998         | 3           | 0                   | Achtste finale  |
| Senegal     | Winnaar Groep 3 | 21/07/2001  | 1                        |             |              |             |                     |                 |
| Tunesië     | Winnaar Groep 4 | 15/07/2001  | 3                        | 1978        | 1998         | 2           | 0                   | Groepsfase      |
| Zuid-Afrika | Winnaar Groep 5 | 01/07/2001  | 2                        | 1998        | 1998         | 2           | 0                   | Groepsfase      |

## Eerste ronde
In tegenstelling tot het vorige WK plaatsten 25 landen zich voor de tweede ronde, vorig WK 20. Alleen Gabon plaatste zich niet opnieuw, het werd uitgeschakeld door Madagaskar. Ivoorkust, Soedan, Algerije, Senegal en Malawi plaatsten zich tevens voor de tweede ronde in vergelijking met het vorige WK.

### Groep A
| Team 1        | Totaal | Team 2   | 1e wedstrijd | 2e wedstrijd |
| ------------- | ------ | -------- | ------------ | ------------ |
| Mauritanië    | 1–5    | Tunesië  | 1 – 2        | 0 – 3        |
| Guinee-Bissau | 0–3    | Togo     | 0 – 0        | 0 – 3        |
| Kaapverdië    | 0–2    | Algerije | 0 – 0        | 0 – 2        |
| Benin         | 1–2    | Senegal  | 1 – 1        | 0 – 1        |
| Gambia        | 0–3    | Marokko  | 0 – 1        | 0 – 2        |

|                                             |              |         |                     |                                                                                     |
| 7 april 2000 «onderlinge duels» 17:00 (UTC) | Mauritanië   | 1 – 2   | Tunesië             | Olympisch Stadion, Nouakchott Toeschouwers: 10.000 Scheidsrechter: Modou Sowe (GAM) |
| 7 april 2000 «onderlinge duels» 17:00 (UTC) | Ould Ely 87' | Verslag | 65' Jaïdi 77' Gabsi | Olympisch Stadion, Nouakchott Toeschouwers: 10.000 Scheidsrechter: Modou Sowe (GAM) |

|                                                |                                           |         |            |                                                                                 |
| 22 april 2000 «onderlinge duels» 17:00 (UTC+1) | Tunesië                                   | 3 – 0   | Mauritanië | Stade El Menzah, Tunis Toeschouwers: 3.000 Scheidsrechter: Mourad Bendada (MAR) |
| 22 april 2000 «onderlinge duels» 17:00 (UTC+1) | Sidibé 16' (e.d.) Jaziri 25' Mhedhebi 49' | Verslag |            | Stade El Menzah, Tunis Toeschouwers: 3.000 Scheidsrechter: Mourad Bendada (MAR) |

Tunesië wint met 5–1 over twee wedstrijden en kwalificeert zich voor de tweede ronde.
|                                             |               |       |      |                                                                                                  |
| 8 april 2000 «onderlinge duels» 16:30 (UTC) | Guinee-Bissau | 0 – 0 | Togo | Estádio 24 de Setembro, Bissau Toeschouwers: 20.000 Scheidsrechter: Manuel Monteiro Duarte (CPV) |
| 8 april 2000 «onderlinge duels» 16:30 (UTC) | Verslag       |       |      | Estádio 24 de Setembro, Bissau Toeschouwers: 20.000 Scheidsrechter: Manuel Monteiro Duarte (CPV) |

|                                              |                                     |         |               |                                                                                  |
| 23 april 2000 «onderlinge duels» 15:30 (UTC) | Togo                                | 3 – 0   | Guinee-Bissau | Stade de Kégué, Lomé Toeschouwers: 4.000 Scheidsrechter: Emmanuel Okoampah (GHA) |
| 23 april 2000 «onderlinge duels» 15:30 (UTC) | Salifou 44' Kouko 65' Dovi-Akon 87' | Verslag |               | Stade de Kégué, Lomé Toeschouwers: 4.000 Scheidsrechter: Emmanuel Okoampah (GHA) |

Togo wint met 3–0 over twee wedstrijden en kwalificeert zich voor de tweede ronde.
|                                               |            |       |          |                                                                                |
| 9 april 2000 «onderlinge duels» 15:00 (UTC−1) | Kaapverdië | 0 – 0 | Algerije | Estádio da Várzea, Praia Toeschouwers: 5.000 Scheidsrechter: Abdou Diouf (SEN) |
| 9 april 2000 «onderlinge duels» 15:00 (UTC−1) | Verslag    |       |          | Estádio da Várzea, Praia Toeschouwers: 5.000 Scheidsrechter: Abdou Diouf (SEN) |

|                                                |                       |         |            |                                                                                      |
| 21 april 2000 «onderlinge duels» 16:00 (UTC+1) | Algerije              | 2 – 0   | Kaapverdië | 19 mei 1956-stadion, Annaba Toeschouwers: 50.000 Scheidsrechter: Malick Sillah (GAM) |
| 21 april 2000 «onderlinge duels» 16:00 (UTC+1) | Bourahli 7' Saïfi 12' | Verslag |            | 19 mei 1956-stadion, Annaba Toeschouwers: 50.000 Scheidsrechter: Malick Sillah (GAM) |

Algerije wint met 2–0 over twee wedstrijden en kwalificeert zich voor de tweede ronde.
|                                               |             |         |             |                                                                                                  |
| 9 april 2000 «onderlinge duels» 16:00 (UTC+1) | Benin       | 1 – 1   | Senegal     | Stade de l'Amitié, Cotonou Toeschouwers: 17.959 Scheidsrechter: Olufunmi Orimisan Olaniyan (NGR) |
| 9 april 2000 «onderlinge duels» 16:00 (UTC+1) | Okétola 33' | Verslag | 15' N'Diaye | Stade de l'Amitié, Cotonou Toeschouwers: 17.959 Scheidsrechter: Olufunmi Orimisan Olaniyan (NGR) |

|                                              |         |         |       |                                                                                   |
| 23 april 2000 «onderlinge duels» 16:30 (UTC) | Senegal | 1 – 0   | Benin | Stade Leopold Senghor, Dakar Toeschouwers: 19.000 Scheidsrechter: Ba Seydou (MTN) |
| 23 april 2000 «onderlinge duels» 16:30 (UTC) | Ba 63'  | Verslag |       | Stade Leopold Senghor, Dakar Toeschouwers: 19.000 Scheidsrechter: Ba Seydou (MTN) |

Senegal wint met 2–1 over twee wedstrijden en kwalificeert zich voor de tweede ronde.
|                                             |        |         |                 |                                                                                         |
| 9 april 2000 «onderlinge duels» 16:00 (UTC) | Gambia | 0 – 1   | Marokko         | Independence Stadium, Bakau Toeschouwers: 20.000 Scheidsrechter: Mamadouba Camara (GUI) |
| 9 april 2000 «onderlinge duels» 16:00 (UTC) |        | Verslag | El Moubarki 63' | Independence Stadium, Bakau Toeschouwers: 20.000 Scheidsrechter: Mamadouba Camara (GUI) |

|                                                |                      |         |        |                                                                                       |
| 22 april 2000 «onderlinge duels» 19:30 (UTC+1) | Marokko              | 2 – 0   | Gambia | Stade Mohammed V, Casablanca Toeschouwers: 10.800 Scheidsrechter: Alhabib Ahmad (LBA) |
| 22 april 2000 «onderlinge duels» 19:30 (UTC+1) | El Khattari 17', 31' | Verslag |        | Stade Mohammed V, Casablanca Toeschouwers: 10.800 Scheidsrechter: Alhabib Ahmad (LBA) |

Marokko wint met 3–0 over twee wedstrijden en kwalificeert zich voor de tweede ronde.

### Groep B
| Team 1     | Totaal | Team 2      | 1e wedstrijd | 2e wedstrijd |
| ---------- | ------ | ----------- | ------------ | ------------ |
| Madagaskar | 2–1    | Gabon       | 2 – 0        | 0 – 1        |
| Botswana   | 0–2    | Zambia      | 0 – 1        | 0 – 1        |
| Swaziland  | 1–8    | Angola      | 0 – 1        | 1 – 7        |
| Lesotho    | 0–3    | Zuid-Afrika | 0 – 2        | 0 – 1        |
| Soedan     | 2–2    | Mozambique  | 1 – 0        | 1 – 2        |

|                                               |                       |         |       |                                                                                           |
| 8 april 2000 «onderlinge duels» 14:30 (UTC+3) | Madagaskar            | 2 – 0   | Gabon | Mahamasinastadion, Antananarivo Toeschouwers: 20.000 Scheidsrechter: Robin Williams (RSA) |
| 8 april 2000 «onderlinge duels» 14:30 (UTC+3) | Randrianaivo 37', 65' | Verslag |       | Mahamasinastadion, Antananarivo Toeschouwers: 20.000 Scheidsrechter: Robin Williams (RSA) |

|                                                |            |         |            | |
| 22 april 2000 «onderlinge duels» 16:00 (UTC+1) | Gabon      | 1 – 0   | Madagaskar | Stade Omar Bongo, Libreville Toeschouwers: 5.000 Scheidsrechter: Benoit Benjamin Mbone Ndinga (CMR) |
| 22 april 2000 «onderlinge duels» 16:00 (UTC+1) | Cousin 41' | Verslag |            | Stade Omar Bongo, Libreville Toeschouwers: 5.000 Scheidsrechter: Benoit Benjamin Mbone Ndinga (CMR) |

Madagaskar wint met 2–1 over twee wedstrijden en kwalificeert zich voor de tweede ronde.
|                                               |          |         |          |                                                                                       |
| 8 april 2000 «onderlinge duels» 15:00 (UTC+2) | Botswana | 0 – 1   | Zambia   | Nationaal Stadion, Gaborone Toeschouwers: 15.000 Scheidsrechter: Wilfred Mukuna (ZIM) |
| 8 april 2000 «onderlinge duels» 15:00 (UTC+2) |          | Verslag | 40' Lota | Nationaal Stadion, Gaborone Toeschouwers: 15.000 Scheidsrechter: Wilfred Mukuna (ZIM) |

|                                                |             |         |          |                                                                                         |
| 22 april 2000 «onderlinge duels» 15:00 (UTC+2) | Zambia      | 1 – 0   | Botswana | Independence Stadium, Lusaka Toeschouwers: 15.000 Scheidsrechter: Eusebio Alfredo (MOZ) |
| 22 april 2000 «onderlinge duels» 15:00 (UTC+2) | Milanzi 83' | Verslag |          | Independence Stadium, Lusaka Toeschouwers: 15.000 Scheidsrechter: Eusebio Alfredo (MOZ) |

Zambia wint met 2–0 over twee wedstrijden en kwalificeert zich voor de tweede ronde.
|                                               |           |         |           |                                                                                                |
| 9 april 2000 «onderlinge duels» 15:00 (UTC+2) | Swaziland | 0 – 1   | Angola    | Somhlolo Nationaal Stadion, Lobamba Toeschouwers: 8.600 Scheidsrechter: Walter Mochubela (RSA) |
| 9 april 2000 «onderlinge duels» 15:00 (UTC+2) |           | Verslag | 55' Edson | Somhlolo Nationaal Stadion, Lobamba Toeschouwers: 8.600 Scheidsrechter: Walter Mochubela (RSA) |

|                                                |                                                                        |         |             |                                                                                    |
| 23 april 2000 «onderlinge duels» 16:00 (UTC+1) | Angola                                                                 | 7 – 1   | Swaziland   | Estádio da Cidadela, Luanda Toeschouwers: 50.000 Scheidsrechter: Edwin Senai (BOT) |
| 23 april 2000 «onderlinge duels» 16:00 (UTC+1) | Hélder Vicente 18' Joni 26' Paulão 29', 72' Isaac 35', 88' Covilhã 85' | Verslag | 79' Dlamini | Estádio da Cidadela, Luanda Toeschouwers: 50.000 Scheidsrechter: Edwin Senai (BOT) |

Angola wint met 8–1 over twee wedstrijden en kwalificeert zich voor de tweede ronde.
|                                               |         |         |                       |                                                                               |
| 9 april 2000 «onderlinge duels» 15:00 (UTC+2) | Lesotho | 0 – 2   | Zuid-Afrika           | Setsotostadion, Maseru Toeschouwers: 12.035 Scheidsrechter: Edwin Senai (BOT) |
| 9 april 2000 «onderlinge duels» 15:00 (UTC+2) |         | Verslag | 40' Bartlett 71' Pule | Setsotostadion, Maseru Toeschouwers: 12.035 Scheidsrechter: Edwin Senai (BOT) |

|                                                |              |         |         |                                                                                       |
| 22 april 2000 «onderlinge duels» 15:00 (UTC+2) | Zuid-Afrika  | 1 – 0   | Lesotho | Vrystaat-stadion, Bloemfontein Toeschouwers: 25.000 Scheidsrechter: Aaron Nkole (ZAM) |
| 22 april 2000 «onderlinge duels» 15:00 (UTC+2) | Bartlett 48' | Verslag |         | Vrystaat-stadion, Bloemfontein Toeschouwers: 25.000 Scheidsrechter: Aaron Nkole (ZAM) |

Zuid-Afrika wint met 3–0 over twee wedstrijden en kwalificeert zich voor de tweede ronde.
|                                               |          |         |            |                                                                                      |
| 9 april 2000 «onderlinge duels» 20:00 (UTC+3) | Soedan   | 1 – 0   | Mozambique | Al-Hilalstadion, Omdurman Toeschouwers: 18.000 Scheidsrechter: Berhane Teshome (ERI) |
| 9 april 2000 «onderlinge duels» 20:00 (UTC+3) | Aldod 8' | Verslag |            | Al-Hilalstadion, Omdurman Toeschouwers: 18.000 Scheidsrechter: Berhane Teshome (ERI) |

|                                                |                    |         |             |                                                                                        |
| 23 april 2000 «onderlinge duels» 15:00 (UTC+2) | Mozambique         | 2 – 1   | Soedan      | Estádio da Machava, Maputo Toeschouwers: 7.235 Scheidsrechter: Felix Tangawarima (ZIM) |
| 23 april 2000 «onderlinge duels» 15:00 (UTC+2) | Tico-Tico 39', 79' | Verslag | 66' El Faki | Estádio da Machava, Maputo Toeschouwers: 7.235 Scheidsrechter: Felix Tangawarima (ZIM) |

Het werd 2–2 over twee wedstrijden, Soedan kwalificeert zich op basis van de uitdoelpunten.

### Groep C
| Team 1                        | Totaal | Team 2            | 1e wedstrijd | 2e wedstrijd |
| ----------------------------- | ------ | ----------------- | ------------ | ------------ |
| Sao Tomé en Principe          | 2–4    | Sierra Leone      | 2 – 0        | 0 – 4        |
| Centraal-Afrikaanse Republiek | 1–4    | Zimbabwe          | 0 – 1        | 1 – 3        |
| Rwanda                        | 2–4    | Ivoorkust         | 2 – 2        | 0 – 2        |
| Equatoriaal-Guinea            | 2–5    | Congo-Brazzaville | 1 – 3        | 1 – 2        |
| Libië                         | 4–3    | Mali              | 3 – 0        | 1 – 3        |

|                                             |                      |         |              |                                                                                                |
| 8 april 2000 «onderlinge duels» 16:00 (UTC) | Sao Tomé en Principe | 2 – 0   | Sierra Leone | Estádio Nacional 12 de Julho, Sao Tome Toeschouwers: 6.500 Scheidsrechter: Gilbert Njike (CMR) |
| 8 april 2000 «onderlinge duels» 16:00 (UTC) | Ramos 36' Pontes 59' | Verslag |              | Estádio Nacional 12 de Julho, Sao Tome Toeschouwers: 6.500 Scheidsrechter: Gilbert Njike (CMR) |

|                                              |                                             |         |                      |                                                                                     |
| 22 april 2000 «onderlinge duels» 16:30 (UTC) | Sierra Leone                                | 4 – 0   | Sao Tomé en Principe | Nationaal Stadion, Freetown Toeschouwers: 65.000 Scheidsrechter: Idrissa Kaba (LBR) |
| 22 april 2000 «onderlinge duels» 16:30 (UTC) | C.Mansaray 32', 46' Kanu 58' S.Mansaray 79' | Verslag |                      | Nationaal Stadion, Freetown Toeschouwers: 65.000 Scheidsrechter: Idrissa Kaba (LBR) |

Sierra Leone wint met 4–2 over twee wedstrijden en kwalificeert zich voor de tweede ronde.
|                                               |                               |         |           |                                                                                               |
| 8 april 2000 «onderlinge duels» 15:00 (UTC+1) | Centraal-Afrikaanse Republiek | 0 – 1   | Zimbabwe  | Barthélemy Bogandastadion, Bangui Toeschouwers: 13.000 Scheidsrechter: Ladoual Hisseine (CHA) |
| 8 april 2000 «onderlinge duels» 15:00 (UTC+1) |                               | Verslag | 6' Ndlovu | Barthélemy Bogandastadion, Bangui Toeschouwers: 13.000 Scheidsrechter: Ladoual Hisseine (CHA) |

|                                                |                                   |         |                               |                                                                                            |
| 23 april 2000 «onderlinge duels» 15:00 (UTC+2) | Zimbabwe                          | 3 – 1   | Centraal-Afrikaanse Republiek | Nationaal Sportstadion, Harare Toeschouwers: 18.951 Scheidsrechter: Ferdinard Gadaga (MAW) |
| 23 april 2000 «onderlinge duels» 15:00 (UTC+2) | Ncube 20' Ndlovu 35' Jukulile 87' | Verslag | 39' Djim                      | Nationaal Sportstadion, Harare Toeschouwers: 18.951 Scheidsrechter: Ferdinard Gadaga (MAW) |

Zimbabwe won met 4–1 over twee wedstrijden en kwalificeert zich voor de tweede ronde.
|                                               |                          |         |                       |                                                                                     |
| 9 april 2000 «onderlinge duels» 15:30 (UTC+2) | Rwanda                   | 2 – 2   | Ivoorkust             | Amahorostadion, Kigali Toeschouwers: 16.000 Scheidsrechter: Isaack Abdulkadir (TAN) |
| 9 april 2000 «onderlinge duels» 15:30 (UTC+2) | Mili 46' Nsengiyumva 75' | Verslag | 45' Akassou 82' Keïta | Amahorostadion, Kigali Toeschouwers: 16.000 Scheidsrechter: Isaack Abdulkadir (TAN) |

|                                              |                   |         |        | |
| 23 april 2000 «onderlinge duels» 16:00 (UTC) | Ivoorkust         | 2 – 0   | Rwanda | Stade Félix Houphouët-Boigny, Abidjan Toeschouwers: 12.000 Scheidsrechter: Chukwudi Chukwujekwu (NGR) |
| 23 april 2000 «onderlinge duels» 16:00 (UTC) | Bakayoko 35', 66' | Verslag |        | Stade Félix Houphouët-Boigny, Abidjan Toeschouwers: 12.000 Scheidsrechter: Chukwudi Chukwujekwu (NGR) |

Ivoorkust wint met 4–2 over twee wedstrijden en kwalificeert zich voor de tweede ronde.
|                                               |                    |         |                               |                                                                                                  |
| 9 april 2000 «onderlinge duels» 16:00 (UTC+1) | Equatoriaal-Guinea | 1 – 3   | Congo-Brazzaville             | Estadio Internacional, Malabo Toeschouwers: 5.000 Scheidsrechter: Pierre Alain Mounguengui (GAB) |
| 9 april 2000 «onderlinge duels» 16:00 (UTC+1) | Eyoma 34'          | Verslag | 15' Ngoma 29' N'Keoua 64' Eta | Estadio Internacional, Malabo Toeschouwers: 5.000 Scheidsrechter: Pierre Alain Mounguengui (GAB) |

|                                                 |                             |         |                    |                                                                                        |
| 23 april 2000 «onderlinge duels»' 15:30 (UTC+1) | Congo-Brazzaville           | 2 – 1   | Equatoriaal-Guinea | Stade Municipal, Pointe-Noire Toeschouwers: 12.000 Scheidsrechter: Gilbert Njike (CMR) |
| 23 april 2000 «onderlinge duels»' 15:30 (UTC+1) | Moyimbouabeka 7' Lepaye 81' | Verslag | 67' Mba            | Stade Municipal, Pointe-Noire Toeschouwers: 12.000 Scheidsrechter: Gilbert Njike (CMR) |

Congo wint met 5–2 over twee wedstrijden en kwalificeert zich voor de tweede ronde.
|                                               |                                      |         |      |                                                                                |
| 9 april 2000 «onderlinge duels» 18:00 (UTC+2) | Libië                                | 3 – 0   | Mali | 11 Junistadion, Tripoli Toeschouwers: 50.000 Scheidsrechter: Ferid Sahli (TUN) |
| 9 april 2000 «onderlinge duels» 18:00 (UTC+2) | Muntasser 4' Al Masli 56' Mhemed 81' | Verslag |      | 11 Junistadion, Tripoli Toeschouwers: 50.000 Scheidsrechter: Ferid Sahli (TUN) |

|                                              |                           |         |              |                                                                                  |
| 23 april 2000 «onderlinge duels» 17:30 (UTC) | Mali                      | 3 – 1   | Libië        | Stade Modibo Kéïta, Bamako Toeschouwers: 30.000 Scheidsrechter: Zeli Sinko (CIV) |
| 23 april 2000 «onderlinge duels» 17:30 (UTC) | Traoré 47', 78' Dissa 80' | Verslag | 45' Bushaala | Stade Modibo Kéïta, Bamako Toeschouwers: 30.000 Scheidsrechter: Zeli Sinko (CIV) |

Libië wint met 4–3 over twee wedstrijden en kwalificeert zich voor de tweede ronde.

### Groep D
| Team 1     | Totaal | Team 2         | 1e wedstrijd | 2e wedstrijd |
| ---------- | ------ | -------------- | ------------ | ------------ |
| Djibouti   | 2–10   | Congo-Kinshasa | 1 – 1        | 1 – 9        |
| Seychellen | 1–4    | Namibië        | 1 – 1        | 0 – 3        |
| Eritrea    | 0–4    | Nigeria        | 0 – 0        | 0 – 4        |
| Somalië    | 0–6    | Kameroen       | 0 – 3        | 0 – 3        |
| Mauritius  | 2–6    | Egypte         | 0 – 2        | 2 – 4        |

|                                               |             |         |                |                                                                                           |
| 7 april 2000 «onderlinge duels» 16:00 (UTC+3) | Djibouti    | 1 – 1   | Congo-Kinshasa | Stade du Ville, Djibouti Toeschouwers: 2.700 Scheidsrechter: Hassan Mohamed Mohamud (SOM) |
| 7 april 2000 «onderlinge duels» 16:00 (UTC+3) | Khaireh 39' | Verslag | 82' Yemweni    | Stade du Ville, Djibouti Toeschouwers: 2.700 Scheidsrechter: Hassan Mohamed Mohamud (SOM) |

|                                                |                                                                                 |         |            |                                                                                         |
| 23 april 2000 «onderlinge duels» 15:30 (UTC+1) | Congo-Kinshasa                                                                  | 9 – 1   | Djibouti   | Stade des Martyrs, Kinshasa Toeschouwers: 50.000 Scheidsrechter: Ladoual Hisseine (CHA) |
| 23 april 2000 «onderlinge duels» 15:30 (UTC+1) | Mayélé 1', 67' Yemweni 25', 59', 88' Nonda 33', 35' Mazingu-Dinzey 52' Mpia 78' | Verslag | 29' Robleh | Stade des Martyrs, Kinshasa Toeschouwers: 50.000 Scheidsrechter: Ladoual Hisseine (CHA) |

Congo-Kinshasa wint met 10–2 over twee wedstrijden en kwalificeert zich voor de tweede ronde.
|                                               |            |         |             |                                                                                |
| 8 april 2000 «onderlinge duels» 16:30 (UTC+4) | Seychellen | 1 – 1   | Namibië     | Stade Linité, Victoria Toeschouwers: 3.452 Scheidsrechter: Pradeep Sohan (MRI) |
| 8 april 2000 «onderlinge duels» 16:30 (UTC+4) | Zialor 28' | Verslag | 20' Shivute | Stade Linité, Victoria Toeschouwers: 3.452 Scheidsrechter: Pradeep Sohan (MRI) |

|                                                |                      |         |            |                                                                                         |
| 22 april 2000 «onderlinge duels» 15:00 (UTC+1) | Namibië              | 3 – 0   | Seychellen | Sam Nujomastadion, Windhoek Toeschouwers: 1.600 Scheidsrechter: Dominique Urbatro (REU) |
| 22 april 2000 «onderlinge duels» 15:00 (UTC+1) | Tjikuzu 7', 13', 79' | Verslag |            | Sam Nujomastadion, Windhoek Toeschouwers: 1.600 Scheidsrechter: Dominique Urbatro (REU) |

Namibië wint met 4–1 over twee wedstrijden en kwalificeert zich voor de tweede ronde.
|                                               |         |       |         |                                                                            |
| 9 april 2000 «onderlinge duels» 16:00 (UTC+3) | Eritrea | 0 – 0 | Nigeria | Dendenstadion, Asmara Toeschouwers: 4.151 Scheidsrechter: Ahmed Auda (EGY) |
| 9 april 2000 «onderlinge duels» 16:00 (UTC+3) | Verslag |       |         | Dendenstadion, Asmara Toeschouwers: 4.151 Scheidsrechter: Ahmed Auda (EGY) |

|                                                |                                               |         |         |                                                                                            |
| 22 april 2000 «onderlinge duels» 16:00 (UTC+1) | Nigeria                                       | 4 – 0   | Eritrea | Nationaal Stadion, Lagos Toeschouwers: 15.000 Scheidsrechter: Manuel Monteiro Duarte (CPV) |
| 22 april 2000 «onderlinge duels» 16:00 (UTC+1) | Akwuegbu 13' Lawal 20' Akpoborie 65' Kanu 89' | Verslag |         | Nationaal Stadion, Lagos Toeschouwers: 15.000 Scheidsrechter: Manuel Monteiro Duarte (CPV) |

Nigeria wint met 4–0 over twee wedstrijden en kwalificeert zich voor de tweede ronde.
|                                                |         |         |                             |                                                                                                  |
| 19 april 2000 «onderlinge duels» 16:00 (UTC+1) | Somalië | 0 – 3   | Kameroen                    | Ahmadou Ahidjostadion, Yaoundé (Kameroen) Toeschouwers: 35.000 Scheidsrechter: Thomas Boko (BEN) |
| 19 april 2000 «onderlinge duels» 16:00 (UTC+1) |         | Verslag | 26' Mboma 31' Foé 37' Eto'o | Ahmadou Ahidjostadion, Yaoundé (Kameroen) Toeschouwers: 35.000 Scheidsrechter: Thomas Boko (BEN) |

|                                                |                              |         |         | |
| 23 april 2000 «onderlinge duels» 16:00 (UTC+1) | Kameroen                     | 3 – 0   | Somalië | Ahmadou Ahidjostadion, Yaoundé Toeschouwers: 20.000 Scheidsrechter: Pierre Alain Mounguengui (GAB) |
| 23 april 2000 «onderlinge duels» 16:00 (UTC+1) | Jama Mba 15', 27' Olembé 48' | Verslag |         | Ahmadou Ahidjostadion, Yaoundé Toeschouwers: 20.000 Scheidsrechter: Pierre Alain Mounguengui (GAB) |

Kameroen wint met 6–0 over twee wedstrijden en kwalificeert zich voor de tweede ronde.
|                                               |           |         |                      |                                                                                              |
| 9 april 2000 «onderlinge duels» 18:00 (UTC+3) | Mauritius | 0 – 2   | Egypte               | Caïro Internationaal Stadion, Cairo Toeschouwers: 40.000 Scheidsrechter: Hichem Guirat (TUN) |
| 9 april 2000 «onderlinge duels» 18:00 (UTC+3) |           | Verslag | Emara 15' Farouk 75' | Caïro Internationaal Stadion, Cairo Toeschouwers: 40.000 Scheidsrechter: Hichem Guirat (TUN) |

|                                                |                                             |         |                         |                                                                                          |
| 23 april 2000 «onderlinge duels» 19:00 (UTC+3) | Egypte                                      | 4 – 2   | Mauritius               | Alexandriëstadion, Alexandria Toeschouwers: 15.000 Scheidsrechter: Mohsen Boukthir (TUN) |
| 23 april 2000 «onderlinge duels» 19:00 (UTC+3) | Kamouna 5' (pen.) Farouk 72', 74' Salah 90' | Verslag | 45' Périatambée 88' Bax | Alexandriëstadion, Alexandria Toeschouwers: 15.000 Scheidsrechter: Mohsen Boukthir (TUN) |

Egypte wint met 6–2 over twee wedstrijden en kwalificeert zich voor de tweede ronde.

### Groep E
| Team 1   | Totaal | Team 2       | 1e wedstrijd | 2e wedstrijd |
| -------- | ------ | ------------ | ------------ | ------------ |
| Malawi   | 2–0    | Kenia        | 2 – 0        | 0 – 0        |
| Tanzania | 2–4    | Ghana        | 0 – 1        | 2 – 3        |
| Oeganda  | 4–7    | Guinee       | 4 – 4        | 0 – 3        |
| Ethiopië | 2–4    | Burkina Faso | 2 – 1        | 0 – 3        |
| Tsjaad   | 0–1    | Liberia      | 0 – 1        | 0 – 0        |

|                                               |                         |         |       |                                                                                   |
| 8 april 2000 «onderlinge duels» 15:00 (UTC+2) | Malawi                  | 2 – 0   | Kenia | Chichiristadion, Blantyre Toeschouwers: 18.000 Scheidsrechter: Paul Phomane (LES) |
| 8 april 2000 «onderlinge duels» 15:00 (UTC+2) | Somanje 53' Nkhwazi 88' | Verslag |       | Chichiristadion, Blantyre Toeschouwers: 18.000 Scheidsrechter: Paul Phomane (LES) |

|                                                |         |       |        | |
| 22 april 2000 «onderlinge duels» 16:00 (UTC+3) | Kenia   | 0 – 0 | Malawi | Moi International Sports Centre, Nairobi Toeschouwers: 25.000 Scheidsrechter: Jean-Marie Hicuburundi (BUR) |
| 22 april 2000 «onderlinge duels» 16:00 (UTC+3) | Verslag |       |        | Moi International Sports Centre, Nairobi Toeschouwers: 25.000 Scheidsrechter: Jean-Marie Hicuburundi (BUR) |

Malawi won met 2–0 over twee wedstrijden en kwalificeert zich voor de tweede ronde.
|                                               |          |         |             | |
| 8 april 2000 «onderlinge duels» 16:00 (UTC+3) | Tanzania | 0 – 1   | Ghana       | Sheikh Amri Abeid Memorialstadion, Arusha Toeschouwers: 13.000 Scheidsrechter: Eusebio Alfredo (MOZ) |
| 8 april 2000 «onderlinge duels» 16:00 (UTC+3) |          | Verslag | 21' Kuffour | Sheikh Amri Abeid Memorialstadion, Arusha Toeschouwers: 13.000 Scheidsrechter: Eusebio Alfredo (MOZ) |

|                                              |                                  |         |                         |                                                                                 |
| 23 april 2000 «onderlinge duels» 16:00 (UTC) | Ghana                            | 3 – 2   | Tanzania                | Ohene Djanstadion, Accra Toeschouwers: 15.000 Scheidsrechter: Abdou Diouf (SEN) |
| 23 april 2000 «onderlinge duels» 16:00 (UTC) | Kuffour 19' Ahinful 28' Addo 64' | Verslag | 44' Lungu 54' Abubakari | Ohene Djanstadion, Accra Toeschouwers: 15.000 Scheidsrechter: Abdou Diouf (SEN) |

Ghana won met 4–2 over twee wedstrijden en kwalificeert zich voor de tweede ronde.
|                                               |                                                |         |                                        |                                                                                       |
| 8 april 2000 «onderlinge duels» 16:30 (UTC+3) | Oeganda                                        | 4 – 4   | Guinee                                 | Nakivubostadion, Kampala Toeschouwers: 8.609 Scheidsrechter: Hailemelak Tessema (ETH) |
| 8 april 2000 «onderlinge duels» 16:30 (UTC+3) | Mubiru 59' Musisi 73' Tabula 77' Kyambadde 89' | Verslag | 24' Thiam 55', 83' Youla 88' Feindouno | Nakivubostadion, Kampala Toeschouwers: 8.609 Scheidsrechter: Hailemelak Tessema (ETH) |

|                                              |                               |         |         |                                                                                               |
| 23 april 2000 «onderlinge duels» 16:30 (UTC) | Guinee                        | 3 – 0   | Oeganda | Stade du 28 Septembre, Conakry Toeschouwers: 20.000 Scheidsrechter: Sidi Bekaye Magassa (MLI) |
| 23 april 2000 «onderlinge duels» 16:30 (UTC) | Camara 47' Feindouno 70', 74' | Verslag |         | Stade du 28 Septembre, Conakry Toeschouwers: 20.000 Scheidsrechter: Sidi Bekaye Magassa (MLI) |

Guinee won met 7–4 over twee wedstrijden en kwalificeert zich voor de tweede ronde.
|                                               |                           |         |              |                                                                                        |
| 9 april 2000 «onderlinge duels» 16:00 (UTC+3) | Ethiopië                  | 2 – 1   | Burkina Faso | Addis Ababa Stadion, Addis Abeba Toeschouwers: 10.544 Scheidsrechter: Maxim Itur (KEN) |
| 9 april 2000 «onderlinge duels» 16:00 (UTC+3) | Alameraw 48' Getachew 64' | Verslag | 81' Touré    | Addis Ababa Stadion, Addis Abeba Toeschouwers: 10.544 Scheidsrechter: Maxim Itur (KEN) |

|                                              |                                |         |          |                                                                                      |
| 23 april 2000 «onderlinge duels» 16:00 (UTC) | Burkina Faso                   | 3 – 0   | Ethiopië | Stade du 4-Août, Ouagadougou Toeschouwers: 25.000 Scheidsrechter: Coffi Codjia (BEN) |
| 23 april 2000 «onderlinge duels» 16:00 (UTC) | Zongo 3', 37' (pen.) Barro 10' | Verslag |          | Stade du 4-Août, Ouagadougou Toeschouwers: 25.000 Scheidsrechter: Coffi Codjia (BEN) |

Burkina Faso won 4–2 over twee wedstrijden en kwalificeert zich voor de tweede ronde.
|                                               |        |         |           |                                                                                       |
| 9 april 2000 «onderlinge duels» 19:30 (UTC+1) | Tsjaad | 0 – 1   | Liberia   | Stade Nacional, Ndjamena Toeschouwers: 10.000 Scheidsrechter: Ibrahim Djingarey (NGR) |
| 9 april 2000 «onderlinge duels» 19:30 (UTC+1) |        | Verslag | 44' Sebwe | Stade Nacional, Ndjamena Toeschouwers: 10.000 Scheidsrechter: Ibrahim Djingarey (NGR) |

|                                              |         |       |        |                                                                                           |
| 23 april 2000 «onderlinge duels» 16:00 (UTC) | Liberia | 0 – 0 | Tsjaad | Nationaal Sportcomplex, Monrovia Toeschouwers: 43.000 Scheidsrechter: Samuel Kamara (SLE) |
| 23 april 2000 «onderlinge duels» 16:00 (UTC) | Verslag |       |        | Nationaal Sportcomplex, Monrovia Toeschouwers: 43.000 Scheidsrechter: Samuel Kamara (SLE) |

Liberia won met 1–0 over twee wedstrijden en kwalificeert zich voor de tweede ronde.

## Finaleronde

### Groep 1
Kameroen had een succesvolle periode achter de rug, het won de Afrika Cup en de olympische Spelen in 2000. Het was al snel onbereikbaar voor de concurrenten door de eerste vijf wedstrijden te winnen zonder tegendoelpunten. Het stelde kwalificatie veilig door met 2-0 van Togo te winnen door doelpunten van Samuel Eto'o en Marc-Vivien Foé
| Nr. | Land     | GW | W | G | V | DV | DT | DS  | Ptn | Resultaat                              |
| --- | -------- | -- | - | - | - | -- | -- | --- | --- | -------------------------------------- |
| 1.  | Kameroen | 8  | 6 | 1 | 1 | 14 | 4  | +10 | 19  | Gekwalificeerd voor het hoofdtoernooi. |
| 2.  | Angola   | 8  | 3 | 4 | 1 | 11 | 9  | +2  | 13  |                                        |
| 3.  | Zambia   | 8  | 3 | 2 | 3 | 14 | 11 | +3  | 11  |                                        |
| 4.  | Togo     | 8  | 2 | 3 | 3 | 10 | 13 | –3  | 9   |                                        |
| 5.  | Libië    | 8  | 0 | 2 | 6 | 7  | 19 | –12 | 2   |                                        |

|                                               |               |         |             |                                                                                         |
| 18 juni 2000 «onderlinge duels» 15:30 (UTC+1) | Angola        | 2 – 1   | Zambia      | Estádio da Cidadela, Luanda Toeschouwers: 50.000 Scheidsrechter: Petros Mathabela (RSA) |
| 18 juni 2000 «onderlinge duels» 15:30 (UTC+1) | Akwá 76', 78' | Verslag | 35' Sinkala | Estádio da Cidadela, Luanda Toeschouwers: 50.000 Scheidsrechter: Petros Mathabela (RSA) |

|                                               |       |         |                            |                                                                                 |
| 18 juni 2000 «onderlinge duels» 18:00 (UTC+2) | Libië | 0 – 3   | Kameroen                   | 11 Junistadion, Tripoli Toeschouwers: 60.000 Scheidsrechter: Mourad Daami (TUN) |
| 18 juni 2000 «onderlinge duels» 18:00 (UTC+2) |       | Verslag | 36', 67', 87' (pen.) Mboma | 11 Junistadion, Tripoli Toeschouwers: 60.000 Scheidsrechter: Mourad Daami (TUN) |

|                                              |                        |         |      |                                                                                            |
| 8 juli 2000 «onderlinge duels» 15:30 (UTC+2) | Zambia                 | 2 – 0   | Togo | Independence Stadium, Lusaka Toeschouwers: 18.000 Scheidsrechter: Hailemelak Tessema (ETH) |
| 8 juli 2000 «onderlinge duels» 15:30 (UTC+2) | Milanzi 26' Nsofwa 66' | Verslag |      | Independence Stadium, Lusaka Toeschouwers: 18.000 Scheidsrechter: Hailemelak Tessema (ETH) |

|                                              |                               |         |        |                                                                                           |
| 9 juli 2000 «onderlinge duels» 15:00 (UTC+1) | Kameroen                      | 3 – 0   | Angola | Ahmadou Ahidjostadion, Yaoundé Toeschouwers: 25.000 Scheidsrechter: Mohamed Guezzaz (MAR) |
| 9 juli 2000 «onderlinge duels» 15:00 (UTC+1) | Abanda 18' Tchoutang 68', 75' | Verslag |        | Ahmadou Ahidjostadion, Yaoundé Toeschouwers: 25.000 Scheidsrechter: Mohamed Guezzaz (MAR) |

|                                                  |                           |         |                     |                                                                                          |
| 28 januari 2001 «onderlinge duels» 15:30 (UTC+1) | Angola                    | 3 – 1   | Libië               | Estádio da Cidadela, Luanda Toeschouwers: 55.000 Scheidsrechter: Felix Tangawarima (ZIM) |
| 28 januari 2001 «onderlinge duels» 15:30 (UTC+1) | Bodunha 48', 51' Akwá 75' | Verslag | 17' Jehad Muntasser | Estádio da Cidadela, Luanda Toeschouwers: 55.000 Scheidsrechter: Felix Tangawarima (ZIM) |

|                                                |      |         |                     |                                                                              |
| 28 januari 2001 «onderlinge duels» 16:00 (UTC) | Togo | 0 – 2   | Kameroen            | Stade de Kégué, Lomé Toeschouwers: 24.000 Scheidsrechter: Falla N'Doye (SEN) |
| 28 januari 2001 «onderlinge duels» 16:00 (UTC) |      | Verslag | 56' Eto'o 69' Mboma | Stade de Kégué, Lomé Toeschouwers: 24.000 Scheidsrechter: Falla N'Doye (SEN) |

|                                                   |                                      |         |                                   |                                                                                  |
| 23 februari 2001 «onderlinge duels» 16:00 (UTC+2) | Libië                                | 3 – 3   | Togo                              | 28 Maartstadion, Benghazi Toeschouwers: 3.000 Scheidsrechter: Said Belqola (MAR) |
| 23 februari 2001 «onderlinge duels» 16:00 (UTC+2) | Khalifa 11' (pen.) Elfallah 25', 80' | Verslag | 21' Salifou 30' Amewou 78' Zanzan | 28 Maartstadion, Benghazi Toeschouwers: 3.000 Scheidsrechter: Said Belqola (MAR) |

|                                                   |           |         |        |                                                                                             |
| 25 februari 2001 «onderlinge duels» 15:30 (UTC+1) | Kameroen  | 1 – 0   | Zambia | Ahmadou Ahidjostadion, Yaoundé Toeschouwers: 76.000 Scheidsrechter: Gamal Al-Ghandour (EGY) |
| 25 februari 2001 «onderlinge duels» 15:30 (UTC+1) | Mboma 22' | Verslag |        | Ahmadou Ahidjostadion, Yaoundé Toeschouwers: 76.000 Scheidsrechter: Gamal Al-Ghandour (EGY) |

|                                                |                    |         |       |                                                                                |
| 10 maart 2001 «onderlinge duels» 15:00 (UTC+2) | Zambia             | 2 – 0   | Libië | Nchangastadion, Chingola Toeschouwers: 7.080 Scheidsrechter: Edwin Senai (BOT) |
| 10 maart 2001 «onderlinge duels» 15:00 (UTC+2) | Mwewa 11' Lota 24' | Verslag |       | Nchangastadion, Chingola Toeschouwers: 7.080 Scheidsrechter: Edwin Senai (BOT) |

|                                              |               |         |          |                                                                                     |
| 11 maart 2001 «onderlinge duels» 16:00 (UTC) | Togo          | 1 – 1   | Angola   | Stade de Kégué, Lomé Toeschouwers: 3.000 Scheidsrechter: Chukwudi Chukwujekwu (NGR) |
| 11 maart 2001 «onderlinge duels» 16:00 (UTC) | Coubageat 63' | Verslag | 67' Akwá | Stade de Kégué, Lomé Toeschouwers: 3.000 Scheidsrechter: Chukwudi Chukwujekwu (NGR) |

|                                                |          |         |              |                                                                                       |
| 21 april 2001 «onderlinge duels» 15:00 (UTC+2) | Zambia   | 1 – 1   | Angola       | Nchangastadion, Chingola Toeschouwers: 15.000 Scheidsrechter: Isaack Abdulkadir (TAN) |
| 21 april 2001 «onderlinge duels» 15:00 (UTC+2) | Lota 46' | Verslag | 18' Gilberto | Nchangastadion, Chingola Toeschouwers: 15.000 Scheidsrechter: Isaack Abdulkadir (TAN) |

|                                                |            |         |       |                                                                                            |
| 22 april 2001 «onderlinge duels» 15:30 (UTC+1) | Kameroen   | 1 – 0   | Libië | Ahmadou Ahidjostadion, Yaoundé Toeschouwers: 55.000 Scheidsrechter: Petros Mathabela (RSA) |
| 22 april 2001 «onderlinge duels» 15:30 (UTC+1) | Lauren 78' | Verslag |       | Ahmadou Ahidjostadion, Yaoundé Toeschouwers: 55.000 Scheidsrechter: Petros Mathabela (RSA) |

|                                             |                        |         |          |                                                                                       |
| 6 mei 2001 «onderlinge duels» 15:30 (UTC+1) | Angola                 | 2 – 0   | Kameroen | Estádio da Cidadela, Luanda Toeschouwers: 40.000 Scheidsrechter: Robin Williams (RSA) |
| 6 mei 2001 «onderlinge duels» 15:30 (UTC+1) | Akwá 60' Quinzinho 69' | Verslag |          | Estádio da Cidadela, Luanda Toeschouwers: 40.000 Scheidsrechter: Robin Williams (RSA) |

|                                           |                                 |         |                    |                                                                                      |
| 6 mei 2001 «onderlinge duels» 16:00 (UTC) | Togo                            | 3 – 2   | Zambia             | Stade de Kégué, Lomé Toeschouwers: 10.000 Scheidsrechter: Abderrahim El Arjoun (MAR) |
| 6 mei 2001 «onderlinge duels» 16:00 (UTC) | Assignon 48' Doté 80' Akoto 86' | Verslag | 15' Tana 65' Kunda | Stade de Kégué, Lomé Toeschouwers: 10.000 Scheidsrechter: Abderrahim El Arjoun (MAR) |

|                                               |             |         |          |                                                                                      |
| 29 juni 2001 «onderlinge duels» 18:00 (UTC+2) | Libië       | 1 – 1   | Angola   | 11 Junistadion, Tripoli Toeschouwers: 2.000 Scheidsrechter: Lucien Bouchardeau (NIG) |
| 29 juni 2001 «onderlinge duels» 18:00 (UTC+2) | Elharbi 35' | Verslag | 90' Zico | 11 Junistadion, Tripoli Toeschouwers: 2.000 Scheidsrechter: Lucien Bouchardeau (NIG) |

|                                              |                   |         |      |                                                                                                |
| 1 juli 2001 «onderlinge duels» 15:00 (UTC+1) | Kameroen          | 2 – 0   | Togo | Ahmadou Ahidjostadion, Yaoundé Toeschouwers: 60.000 Scheidsrechter: Chukwudi Chukwujekwu (NGR) |
| 1 juli 2001 «onderlinge duels» 15:00 (UTC+1) | Eto'o 28' Foé 48' | Verslag |      | Ahmadou Ahidjostadion, Yaoundé Toeschouwers: 60.000 Scheidsrechter: Chukwudi Chukwujekwu (NGR) |

|                                               |                      |         |                    |                                                                                         |
| 14 juli 2001 «onderlinge duels» 15:00 (UTC+2) | Zambia               | 2 – 2   | Kameroen           | Independence Stadium, Lusaka Toeschouwers: 30.000 Scheidsrechter: Reda El-Beltagy (EGY) |
| 14 juli 2001 «onderlinge duels» 15:00 (UTC+2) | Mwewa 60' Nsofwa 66' | Verslag | 52' Foé 64' Ndiefi | Independence Stadium, Lusaka Toeschouwers: 30.000 Scheidsrechter: Reda El-Beltagy (EGY) |

|                                               |                |         |       |                                                                             |
| 15 juli 2001 «onderlinge duels» 16:00 (UTC+2) | Togo           | 2 – 0   | Libië | Stade de Kégué, Lomé Toeschouwers: 20.000 Scheidsrechter: Abdou Diouf (SEN) |
| 15 juli 2001 «onderlinge duels» 16:00 (UTC+2) | Kossi 26', 43' | Verslag |       | Stade de Kégué, Lomé Toeschouwers: 20.000 Scheidsrechter: Abdou Diouf (SEN) |

|                                               |                 |         |                                         |                                                                                 |
| 27 juli 2001 «onderlinge duels» 18:00 (UTC+2) | Libië           | 2 – 4   | Zambia                                  | 11 Junistadion, Tripoli Toeschouwers: 120 Scheidsrechter: Mohsen Boukthir (TUN) |
| 27 juli 2001 «onderlinge duels» 18:00 (UTC+2) | Kablan 17', 28' | Verslag | 32' Nsofwa 48', 72' Kilambe 61' Fichite | 11 Junistadion, Tripoli Toeschouwers: 120 Scheidsrechter: Mohsen Boukthir (TUN) |

|                                               |          |         |          |                                                                                         |
| 29 juli 2001 «onderlinge duels» 15:30 (UTC+1) | Angola   | 1 – 1   | Togo     | Estádio da Cidadela, Luanda Toeschouwers: 5.626 Scheidsrechter: Felix Tangawarima (ZIM) |
| 29 juli 2001 «onderlinge duels» 15:30 (UTC+1) | Akwá 26' | Verslag | 29' Alfa | Estádio da Cidadela, Luanda Toeschouwers: 5.626 Scheidsrechter: Felix Tangawarima (ZIM) |

### Groep 2
Na de successen in de jaren negentig beleefde Nigeria een moeizame periode, het verloor de finale om de Afrika Cup, werd als titelverdediger tijdens de Olympische Spelen in de kwart finales uitgeschakeld en had na vijf wedstrijden een achterstand van vijf punten op Liberia. Uitschakeling leek onvermijdelijk na een 1-0 nederlaag tegen het nog puntloze Sierra Leone. In de laatste drie wedstrijden moest Nigeria alles winnen en hopen op twee misstappen van Liberia, waar Afrikaans voetballer van de eeuw George Weah een laatste kans zou krijgen op WK-deelname. Nigeria won het onderlinge duel met 2-0 en omdat Liberia thuis van Ghana verloor had Nigeria weer alle kansen in eigen hand. Na een 0-4 zege op Soedan stelde het kwalificatie veilig met een 3-0 overwinning op Ghana.
| Nr. | Land         | GW | W | G | V | DV | DT | DS  | Ptn | Resultaat                              |
| --- | ------------ | -- | - | - | - | -- | -- | --- | --- | -------------------------------------- |
| 1.  | Nigeria      | 8  | 5 | 1 | 2 | 15 | 3  | +12 | 16  | Gekwalificeerd voor het hoofdtoernooi. |
| 2.  | Liberia      | 8  | 5 | 0 | 3 | 10 | 8  | +2  | 15  |                                        |
| 3.  | Soedan       | 8  | 4 | 0 | 4 | 8  | 10 | –2  | 12  |                                        |
| 4.  | Ghana        | 8  | 3 | 2 | 3 | 10 | 9  | +1  | 11  |                                        |
| 5.  | Sierra Leone | 8  | 1 | 1 | 6 | 2  | 15 | –13 | 4   |                                        |

|                                               |                         |         |              |                                                                                   |
| 17 juni 2000 «onderlinge duels» 16:00 (UTC+1) | Nigeria                 | 2 – 0   | Sierra Leone | Nationaal Stadion, Lagos Toeschouwers: 25.000 Scheidsrechter: Malick Sillah (GAM) |
| 17 juni 2000 «onderlinge duels» 16:00 (UTC+1) | Okocha 12' Akwuegbu 37' | Verslag |              | Nationaal Stadion, Lagos Toeschouwers: 25.000 Scheidsrechter: Malick Sillah (GAM) |

|                                               |                      |         |         |                                                                                        |
| 18 juni 2000 «onderlinge duels» 20:00 (UTC+3) | Soedan               | 2 – 0   | Liberia | Stade de Omdurman, Omdurman Toeschouwers: 35.000 Scheidsrechter: Reda El-Beltagy (EGY) |
| 18 juni 2000 «onderlinge duels» 20:00 (UTC+3) | Moja 53' El Faki 88' | Verslag |         | Stade de Omdurman, Omdurman Toeschouwers: 35.000 Scheidsrechter: Reda El-Beltagy (EGY) |

|                                            |                                               |         |              |                                                                                   |
| 9 juli 2000 «onderlinge duels» 16:00 (UTC) | Ghana                                         | 5 – 0   | Sierra Leone | Accra Sports Stadium, Accra Toeschouwers: 18.300 Scheidsrechter: Modou Sowe (GAM) |
| 9 juli 2000 «onderlinge duels» 16:00 (UTC) | Amoah 19', 61' Akonnor 68' Preko 75' Addo 89' | Verslag |              | Accra Sports Stadium, Accra Toeschouwers: 18.300 Scheidsrechter: Modou Sowe (GAM) |

|                                            |                   |         |            |                                                                                           |
| 9 juli 2000 «onderlinge duels» 15:00 (UTC) | Liberia           | 2 – 1   | Nigeria    | Nationaal Sportcomplex, Monrovia Toeschouwers: 50.000 Scheidsrechter: Hichem Guirat (TUN) |
| 9 juli 2000 «onderlinge duels» 15:00 (UTC) | Wreh 4' Kpoto 36' | Verslag | 49' Oliseh | Nationaal Sportcomplex, Monrovia Toeschouwers: 50.000 Scheidsrechter: Hichem Guirat (TUN) |

|                                                  |                         |         |        |                                                                                                |
| 27 januari 2001 «onderlinge duels» 16:00 (UTC+1) | Nigeria                 | 3 – 0   | Soedan | Liberation Stadium, Port Harcourt Toeschouwers: 45.000 Scheidsrechter: Gamal Al-Ghandour (EGY) |
| 27 januari 2001 «onderlinge duels» 16:00 (UTC+1) | Agali 57', 67' Kanu 82' | Verslag |        | Liberation Stadium, Port Harcourt Toeschouwers: 45.000 Scheidsrechter: Gamal Al-Ghandour (EGY) |

|                                                |          |         |                                  |                                                                                        |
| 28 januari 2001 «onderlinge duels» 16:00 (UTC) | Ghana    | 1 – 3   | Liberia                          | Accra Sports Stadium, Accra Toeschouwers: 30.000 Scheidsrechter: Mohamed Guezzaz (MAR) |
| 28 januari 2001 «onderlinge duels» 16:00 (UTC) | Duah 70' | Verslag | 10' Seator 85' Makor 89' Shannon | Accra Sports Stadium, Accra Toeschouwers: 30.000 Scheidsrechter: Mohamed Guezzaz (MAR) |

|                                                 |             |         |              |                                                                                           |
| 25 februari 2001 «onderlinge duels» 16:00 (UTC) | Liberia     | 1 – 0   | Sierra Leone | Nationaal Sportcomplex, Monrovia Toeschouwers: 35.000 Scheidsrechter: Malick Sillah (GAM) |
| 25 februari 2001 «onderlinge duels» 16:00 (UTC) | Roberts 65' | Verslag |              | Nationaal Sportcomplex, Monrovia Toeschouwers: 35.000 Scheidsrechter: Malick Sillah (GAM) |

|                                                   |          |         |       |                                                                                            |
| 25 februari 2001 «onderlinge duels» 20:00 (UTC+3) | Soedan   | 1 – 0   | Ghana | Al-Merrikh Stadion, Omdurman Toeschouwers: 30.000 Scheidsrechter: Hailemelak Tessema (ETH) |
| 25 februari 2001 «onderlinge duels» 20:00 (UTC+3) | Moja 70' | Verslag |       | Al-Merrikh Stadion, Omdurman Toeschouwers: 30.000 Scheidsrechter: Hailemelak Tessema (ETH) |

|                                              |              |         |                     |                                                                                     |
| 10 maart 2001 «onderlinge duels» 16:30 (UTC) | Sierra Leone | 0 – 2   | Soedan              | Nationaal Stadion, Freetown Toeschouwers: 30.000 Scheidsrechter: Atef Yacoubi (TUN) |
| 10 maart 2001 «onderlinge duels» 16:30 (UTC) |              | Verslag | 43' Moja 44' Bakhit | Nationaal Stadion, Freetown Toeschouwers: 30.000 Scheidsrechter: Atef Yacoubi (TUN) |

|                                              |         |       |         |                                                                                          |
| 11 maart 2001 «onderlinge duels» 16:00 (UTC) | Ghana   | 0 – 0 | Nigeria | Accra Sports Stadium, Accra Toeschouwers: 34.491 Scheidsrechter: Felix Tangawarima (ZIM) |
| 11 maart 2001 «onderlinge duels» 16:00 (UTC) | Verslag |       |         | Accra Sports Stadium, Accra Toeschouwers: 34.491 Scheidsrechter: Felix Tangawarima (ZIM) |

|                                              |              |         |         |                                                                                         |
| 21 april 2001 «onderlinge duels» 16:30 (UTC) | Sierra Leone | 1 – 0   | Nigeria | Nationaal Stadion, Freetown Toeschouwers: 35.000 Scheidsrechter: Sharaf Aboubacar (CIV) |
| 21 april 2001 «onderlinge duels» 16:30 (UTC) | Mansaray 25' | Verslag |         | Nationaal Stadion, Freetown Toeschouwers: 35.000 Scheidsrechter: Sharaf Aboubacar (CIV) |

|                                              |                    |         |        |                                                                                          |
| 22 april 2001 «onderlinge duels» 16:00 (UTC) | Liberia            | 2 – 0   | Soedan | Nationaal Sportcomplex, Monrovia Toeschouwers: 35.000 Scheidsrechter: Coffi Codjia (BEN) |
| 22 april 2001 «onderlinge duels» 16:00 (UTC) | Sebwe 35' Weah 48' | Verslag |        | Nationaal Sportcomplex, Monrovia Toeschouwers: 35.000 Scheidsrechter: Coffi Codjia (BEN) |

|                                             |                    |         |         |                                                                                            |
| 5 mei 2001 «onderlinge duels» 16:00 (UTC+1) | Nigeria            | 2 – 0   | Liberia | Liberation Stadium, Port Harcourt Toeschouwers: 12.000 Scheidsrechter: Lim Kee Chong (MRI) |
| 5 mei 2001 «onderlinge duels» 16:00 (UTC+1) | Kanu 11' Agali 59' | Verslag |         | Liberation Stadium, Port Harcourt Toeschouwers: 12.000 Scheidsrechter: Lim Kee Chong (MRI) |

|                                           |              |         |          |                                                                                    |
| 5 mei 2001 «onderlinge duels» 16:30 (UTC) | Sierra Leone | 1 – 1   | Ghana    | Nationaal Stadion, Freetown Toeschouwers: 35.000 Scheidsrechter: Abdou Diouf (SEN) |
| 5 mei 2001 «onderlinge duels» 16:30 (UTC) | Bah 87'      | Verslag | 35' Ayew | Nationaal Stadion, Freetown Toeschouwers: 35.000 Scheidsrechter: Abdou Diouf (SEN) |

|                                            |           |         |                      |                                                                                          |
| 1 juli 2001 «onderlinge duels» 16:00 (UTC) | Liberia   | 1 – 2   | Ghana                | Nationaal Sportcomplex, Monrovia Toeschouwers: 35.000 Scheidsrechter: Kamel Berber (ALG) |
| 1 juli 2001 «onderlinge duels» 16:00 (UTC) | Sebwe 44' | Verslag | 32' Amoah 58' Boakye | Nationaal Sportcomplex, Monrovia Toeschouwers: 35.000 Scheidsrechter: Kamel Berber (ALG) |

|                                              |        |         |                                         |                                                                                           |
| 1 juli 2001 «onderlinge duels» 20:00 (UTC+3) | Soedan | 0 – 4   | Nigeria                                 | Al-Merrikh Stadion, Omdurman Toeschouwers: 23.100 Scheidsrechter: Isaack Abdulkadir (TAN) |
| 1 juli 2001 «onderlinge duels» 20:00 (UTC+3) |        | Verslag | 40' Okocha 47', 87' Yakubu Aghahowa 78' | Al-Merrikh Stadion, Omdurman Toeschouwers: 23.100 Scheidsrechter: Isaack Abdulkadir (TAN) |

|                                             |              |         |          |                                                                                   |
| 14 juli 2001 «onderlinge duels» 16:30 (UTC) | Sierra Leone | 0 – 1   | Liberia  | Nationaal Stadion, Freetown Toeschouwers: 40.000 Scheidsrechter: Modou Sowe (GAM) |
| 14 juli 2001 «onderlinge duels» 16:30 (UTC) |              | Verslag | 72' Weah | Nationaal Stadion, Freetown Toeschouwers: 40.000 Scheidsrechter: Modou Sowe (GAM) |

|                                             |             |         |        |                                                                                          |
| 15 juli 2001 «onderlinge duels» 15:00 (UTC) | Ghana       | 1 – 0   | Soedan | Accra Sports Stadium, Accra Toeschouwers: 7.000 Scheidsrechter: Lucien Bouchardeau (NIG) |
| 15 juli 2001 «onderlinge duels» 15:00 (UTC) | Kuffour 44' | Verslag |        | Accra Sports Stadium, Accra Toeschouwers: 7.000 Scheidsrechter: Lucien Bouchardeau (NIG) |

|                                               |                             |         |       |                                                                                            |
| 29 juli 2001 «onderlinge duels» 16:00 (UTC+1) | Nigeria                     | 3 – 0   | Ghana | Liberation Stadium, Port Harcourt Toeschouwers: 17.000 Scheidsrechter: Hichem Guirat (TUN) |
| 29 juli 2001 «onderlinge duels» 16:00 (UTC+1) | Agali 1' Babangida 18', 32' | Verslag |       | Liberation Stadium, Port Harcourt Toeschouwers: 17.000 Scheidsrechter: Hichem Guirat (TUN) |

|                                               |                                       |         |              |                                                                                    |
| 29 juli 2001 «onderlinge duels» 20:00 (UTC+3) | Soedan                                | 3 – 0   | Sierra Leone | Al-Merrikh Stadion, Omdurman Toeschouwers: 8.000 Scheidsrechter: Yusuf Awuye (UGA) |
| 29 juli 2001 «onderlinge duels» 20:00 (UTC+3) | Aungali 17' Bakhit 40' El Mustafa 69' | Verslag |              | Al-Merrikh Stadion, Omdurman Toeschouwers: 8.000 Scheidsrechter: Yusuf Awuye (UGA) |

### Groep 3
In deze groep waren drie kanshebbers,  die halverwege de competitie alle drie gelijk stonden: Marokko, Egypte en Senegal met allen één overwinning en drie gelijke spelen. Alle drie directe confrontaties eindigden in een doelpuntloos gelijkspel. In het vervolg wonnen de drie ploegen allemaal de thuiswedstrijd tegen een directe concurrent met dezelfde uitslagen: 1-0.  Egypte klopte Senegal door een benutte strafschop van de naar Ajax getransfereerde Mido, Marokko won van Egypte door een doelpunt van Hadji en Senegal versloeg op de voorlaatste speeldag Marokko dankzij een treffer van Diouf. Marokko was op de laatste speeldag uitgespeeld en moest nu hopen op een gelijkspel van zowel Senegal als Egypte, aangezien het doelsaldo het minste was van de drie.  Senegal moest hun laatste wedstrijd met drie goals meer winnen dan de Egyptenaren.  Egypte kwam niet verder dan een gelijkspel tegen Algerije, terwijl Senegal duidelijk sterker was dan Namibië: 0-5. Senegal plaatste zich voor de eerste keer voor de eindronde, opvallend ws de Franse inbreng van het team: veel spelers groeiden op in Frankrijk en de coach was ook een Fransman: Bruno Metsu.
| Nr. | Land     | GW | W | G | V | DV | DT | DS  | Ptn | Resultaat                              |
| --- | -------- | -- | - | - | - | -- | -- | --- | --- | -------------------------------------- |
| 1.  | Senegal  | 8  | 4 | 3 | 1 | 14 | 2  | +12 | 15  | Gekwalificeerd voor het hoofdtoernooi. |
| 2.  | Marokko  | 8  | 4 | 3 | 1 | 8  | 3  | +5  | 15  |                                        |
| 3.  | Egypte   | 8  | 3 | 4 | 1 | 16 | 7  | +9  | 13  |                                        |
| 4.  | Algerije | 8  | 2 | 2 | 4 | 11 | 14 | –3  | 8   |                                        |
| 5.  | Namibië  | 8  | 0 | 2 | 6 | 3  | 26 | –23 | 2   |                                        |

|                                               |           |         |          |                                                                                            |
| 16 juni 2000 «onderlinge duels» 17:00 (UTC+1) | Algerije  | 1 – 1   | Senegal  | 19 mei 1956-stadion, Annaba Toeschouwers: 70.000 Scheidsrechter: Sidi Bekaye Magassa (MLI) |
| 16 juni 2000 «onderlinge duels» 17:00 (UTC+1) | Saïfi 27' | Verslag | 16' Diop | 19 mei 1956-stadion, Annaba Toeschouwers: 70.000 Scheidsrechter: Sidi Bekaye Magassa (MLI) |

|                                               |         |       |         |                                                                                   |
| 17 juni 2000 «onderlinge duels» 15:00 (UTC+1) | Namibië | 0 – 0 | Marokko | Sam Nujomastadion, Windhoek Toeschouwers: 5.000 Scheidsrechter: Edwin Senai (BOT) |
| 17 juni 2000 «onderlinge duels» 15:00 (UTC+1) | Verslag |       |         | Sam Nujomastadion, Windhoek Toeschouwers: 5.000 Scheidsrechter: Edwin Senai (BOT) |

|                                            |         |       |        |                                                                                       |
| 9 juli 2000 «onderlinge duels» 16:30 (UTC) | Senegal | 0 – 0 | Egypte | Stade Leopold Senghor, Dakar Toeschouwers: 30.367 Scheidsrechter: Lim Kee Chong (MRI) |
| 9 juli 2000 «onderlinge duels» 16:30 (UTC) | Verslag |       |        | Stade Leopold Senghor, Dakar Toeschouwers: 30.367 Scheidsrechter: Lim Kee Chong (MRI) |

|                                              |                |         |             |                                                                                     |
| 9 juli 2000 «onderlinge duels» 20:00 (UTC+1) | Marokko        | 2 – 1   | Algerije    | Complexe sportif de Fès, Fes Toeschouwers: 10.000 Scheidsrechter: Ferid Sahli (TUN) |
| 9 juli 2000 «onderlinge duels» 20:00 (UTC+1) | Hadda 51', 75' | Verslag | 35' Meçabih | Complexe sportif de Fès, Fes Toeschouwers: 10.000 Scheidsrechter: Ferid Sahli (TUN) |

|                                                  |             |         |         |                                                                                        |
| 26 januari 2001 «onderlinge duels» 15:30 (UTC+1) | Algerije    | 1 – 0   | Namibië | Stade 5 Juillet 1962, Algiers Toeschouwers: 30.000 Scheidsrechter: Hichem Guirat (TUN) |
| 26 januari 2001 «onderlinge duels» 15:30 (UTC+1) | Belmadi 34' | Verslag |         | Stade 5 Juillet 1962, Algiers Toeschouwers: 30.000 Scheidsrechter: Hichem Guirat (TUN) |

|                                                  |         |       |         | |
| 28 januari 2001 «onderlinge duels» 18:00 (UTC+2) | Egypte  | 0 – 0 | Marokko | Cairo Internationaal Stadion, Cairo Toeschouwers: 60.000 Scheidsrechter: Abdullhakim Shelmani (LBY) |
| 28 januari 2001 «onderlinge duels» 18:00 (UTC+2) | Verslag |       |         | Cairo Internationaal Stadion, Cairo Toeschouwers: 60.000 Scheidsrechter: Abdullhakim Shelmani (LBY) |

|                                                   |             |         |          |                                                                                         |
| 24 februari 2001 «onderlinge duels» 16:00 (UTC+2) | Namibië     | 1 – 1   | Egypte   | Sam Nujomastadion, Windhoek Toeschouwers: 15.000 Scheidsrechter: Petros Mathabela (RSA) |
| 24 februari 2001 «onderlinge duels» 16:00 (UTC+2) | Tjikuzu 51' | Verslag | 89' Said | Sam Nujomastadion, Windhoek Toeschouwers: 15.000 Scheidsrechter: Petros Mathabela (RSA) |

|                                                   |         |       |         |                                                                                           |
| 24 februari 2001 «onderlinge duels» 19:00 (UTC+1) | Marokko | 0 – 0 | Senegal | Stade Moulay Abdallah, Rabat Toeschouwers: 60.000 Scheidsrechter: Felix Tangawarima (ZIM) |
| 24 februari 2001 «onderlinge duels» 19:00 (UTC+1) | Verslag |       |         | Stade Moulay Abdallah, Rabat Toeschouwers: 60.000 Scheidsrechter: Felix Tangawarima (ZIM) |

|                                              |                                  |         |         |                                                                                            |
| 10 maart 2001 «onderlinge duels» 17:00 (UTC) | Senegal                          | 4 – 0   | Namibië | Stade Leopold Senghor, Dakar Toeschouwers: 50.000 Scheidsrechter: Hailemelak Tessema (ETH) |
| 10 maart 2001 «onderlinge duels» 17:00 (UTC) | Diouf 24', 44', 52' H.Camara 64' | Verslag |         | Stade Leopold Senghor, Dakar Toeschouwers: 50.000 Scheidsrechter: Hailemelak Tessema (ETH) |

|                                                |                                                    |         |                          |                                                                                              |
| 11 maart 2001 «onderlinge duels» 19:00 (UTC+2) | Egypte                                             | 5 – 2   | Algerije                 | Cairo Internationaal Stadion, Cairo Toeschouwers: 45.000 Scheidsrechter: Lim Kee Chong (MRI) |
| 11 maart 2001 «onderlinge duels» 19:00 (UTC+2) | Barakat 7' Sabry 17' El-Saqqa 39' El-Said 85', 88' | Verslag | 12' Tasfaout 37' Meçabih | Cairo Internationaal Stadion, Cairo Toeschouwers: 45.000 Scheidsrechter: Lim Kee Chong (MRI) |

|                                              |                    |         |          |                                                                                              |
| 21 april 2001 «onderlinge duels» 17:00 (UTC) | Senegal            | 3 – 0   | Algerije | Stade Leopold Senghor, Dakar Toeschouwers: 45.000 Scheidsrechter: Abdullhakim Shelmani (LBY) |
| 21 april 2001 «onderlinge duels» 17:00 (UTC) | Diouf 2', 47', 75' | Verslag |          | Stade Leopold Senghor, Dakar Toeschouwers: 45.000 Scheidsrechter: Abdullhakim Shelmani (LBY) |

|                                                |                          |         |         |                                                                                         |
| 21 april 2001 «onderlinge duels» 19:00 (UTC+2) | Marokko                  | 3 – 0   | Namibië | Stade Moulay Abdallah, Rabat Toeschouwers: 15.000 Scheidsrechter: Koman Coulibaly (MLI) |
| 21 april 2001 «onderlinge duels» 19:00 (UTC+2) | Rokki 49' Hadda 75', 90' | Verslag |         | Stade Moulay Abdallah, Rabat Toeschouwers: 15.000 Scheidsrechter: Koman Coulibaly (MLI) |

|                                             |              |         |                           |                                                                                        |
| 4 mei 2001 «onderlinge duels» 17:00 (UTC+1) | Algerije     | 1 – 2   | Marokko                   | Stade 5 Juillet 1962, Algiers Toeschouwers: 15.000 Scheidsrechter: Hichem Guirat (TUN) |
| 4 mei 2001 «onderlinge duels» 17:00 (UTC+1) | Tasfaout 10' | Verslag | 17' Benmahmoud 46' Amzine | Stade 5 Juillet 1962, Algiers Toeschouwers: 15.000 Scheidsrechter: Hichem Guirat (TUN) |

|                                             |          |         |         |                                                                                                   |
| 6 mei 2001 «onderlinge duels» 20:15 (UTC+3) | Egypte   | 1 – 0   | Senegal | Cairo Internationaal Stadion, Cairo Toeschouwers: 75.000 Scheidsrechter: Lucien Bouchardeau (NIG) |
| 6 mei 2001 «onderlinge duels» 20:15 (UTC+3) | Mido 48' | Verslag |         | Cairo Internationaal Stadion, Cairo Toeschouwers: 75.000 Scheidsrechter: Lucien Bouchardeau (NIG) |

|                                               |         |         |                                       |                                                                                    |
| 30 juni 2001 «onderlinge duels» 15:00 (UTC+1) | Namibië | 0 – 4   | Algerije                              | Sam Nujomastadion, Windhoek Toeschouwers: 900 Scheidsrechter: Robin Williams (RSA) |
| 30 juni 2001 «onderlinge duels» 15:00 (UTC+1) |         | Verslag | 31' Settara 35', 37' Ouahid 72' Aouni | Sam Nujomastadion, Windhoek Toeschouwers: 900 Scheidsrechter: Robin Williams (RSA) |

|                                               |           |         |        |                                                                                     |
| 30 juni 2001 «onderlinge duels» 19:00 (UTC+2) | Marokko   | 1 – 0   | Egypte | Stade Moulay Abdallah, Rabat Toeschouwers: 45.000 Scheidsrechter: Edwin Senai (BOT) |
| 30 juni 2001 «onderlinge duels» 19:00 (UTC+2) | Hadji 32' | Verslag |        | Stade Moulay Abdallah, Rabat Toeschouwers: 45.000 Scheidsrechter: Edwin Senai (BOT) |

|                                               |                                                                         |         |                           |                                                                                          |
| 13 juli 2001 «onderlinge duels» 20:30 (UTC+3) | Egypte                                                                  | 8 – 2   | Namibië                   | Alexandriëstadion, Alexandria Toeschouwers: 21.000 Scheidsrechter: Mohamed Abdalla (LBY) |
| 13 juli 2001 «onderlinge duels» 20:30 (UTC+3) | El-Said 5' Barakat 36', 73' Bassiouny 40', 43', 44' Salah 77' Sabry 88' | Verslag | 53' Mkontwana 70' Gariseb | Alexandriëstadion, Alexandria Toeschouwers: 21.000 Scheidsrechter: Mohamed Abdalla (LBY) |

|                                             |           |         |         |                                                                                          |
| 14 juli 2001 «onderlinge duels» 17:00 (UTC) | Senegal   | 1 – 0   | Marokko | Stade Leopold Senghor, Dakar Toeschouwers: 60.000 Scheidsrechter: Petros Mathabela (RSA) |
| 14 juli 2001 «onderlinge duels» 17:00 (UTC) | Diouf 17' | Verslag |         | Stade Leopold Senghor, Dakar Toeschouwers: 60.000 Scheidsrechter: Petros Mathabela (RSA) |

|                                               |            |         |                 |                                                                                     |
| 21 juli 2001 «onderlinge duels» 16:00 (UTC+1) | Algerije   | 1 – 1   | Egypte          | 19 mei 1956-stadion, Annaba Toeschouwers: 38.000 Scheidsrechter: Coffi Codjia (BEN) |
| 21 juli 2001 «onderlinge duels» 16:00 (UTC+1) | Bezzaz 68' | Verslag | 60' (pen.) Mido | 19 mei 1956-stadion, Annaba Toeschouwers: 38.000 Scheidsrechter: Coffi Codjia (BEN) |

|                                               |         |         |                                                 |                                                                                              |
| 21 juli 2001 «onderlinge duels» 16:00 (UTC+1) | Namibië | 0 – 5   | Senegal                                         | Sam Nujomastadion, Windhoek Toeschouwers: 800 Scheidsrechter: Benjamina Ravelontsalama (MAD) |
| 21 juli 2001 «onderlinge duels» 16:00 (UTC+1) |         | Verslag | 15', 30' Thiaw 23' Diouf 79' Fadiga 81' N'Diaye | Sam Nujomastadion, Windhoek Toeschouwers: 800 Scheidsrechter: Benjamina Ravelontsalama (MAD) |

### Groep 4
Groep 4 was lange tijd een spannende strijd tussen Ivoorkust en Tunesië. De onderlinge wedstrijden eindigden allebei in een gelijkspel en beide landen hadden geen problemen met de overige landen. De beslissing viel uiteindelijk in de Congo-landen: Ivoorkust speelde met 1-1 gelijk tegen Congo-Brazzaville en Tunesië won de uitwedstrijd tegen Congo Kinshasa met 0-3. De bij SC Freiburg spelende Zoubeir Baya scoorde twee doelpunten.
| Nr. | Land              | GW | W | G | V | DV | DT | DS  | Ptn | Resultaat                              |
| --- | ----------------- | -- | - | - | - | -- | -- | --- | --- | -------------------------------------- |
| 1.  | Tunesië           | 8  | 6 | 2 | 0 | 23 | 4  | +19 | 20  | Gekwalificeerd voor het hoofdtoernooi. |
| 2.  | Ivoorkust         | 8  | 4 | 3 | 1 | 18 | 8  | +10 | 15  |                                        |
| 3.  | Congo-Kinshasa    | 8  | 3 | 1 | 4 | 7  | 16 | –9  | 10  |                                        |
| 4.  | Madagaskar        | 8  | 2 | 0 | 6 | 5  | 15 | –10 | 6   |                                        |
| 5.  | Congo-Brazzaville | 8  | 1 | 2 | 5 | 5  | 15 | –10 | 5   |                                        |

|                                               |                                                |         |                |                                                                                          |
| 17 juni 2000 «onderlinge duels» 14:30 (UTC+3) | Madagaskar                                     | 3 – 0   | Congo-Kinshasa | Mahamasinastadion, Antananarivo Toeschouwers: 18.000 Scheidsrechter: Lim Kee Chong (MRI) |
| 17 juni 2000 «onderlinge duels» 14:30 (UTC+3) | Suiverstin 18' Rasoanaivo 53' Randrianaivo 83' | Verslag |                | Mahamasinastadion, Antananarivo Toeschouwers: 18.000 Scheidsrechter: Lim Kee Chong (MRI) |

|                                             |                          |         |                            |                                                                                             |
| 18 juni 2000 «onderlinge duels» 16:00 (UTC) | Ivoorkust                | 2 – 2   | Tunesië                    | Stade Félix Houphouët-Boigny, Abidjan Toeschouwers: 15.000 Scheidsrechter: Ahmed Auda (EGY) |
| 18 juni 2000 «onderlinge duels» 16:00 (UTC) | Bakayoko 45+1' Kalou 53' | Verslag | 13' Mhedhebi 20' Ghodhbane | Stade Félix Houphouët-Boigny, Abidjan Toeschouwers: 15.000 Scheidsrechter: Ahmed Auda (EGY) |

|                                              |          |         |            |                                                                                             |
| 8 juli 2000 «onderlinge duels» 19:00 (UTC+1) | Tunesië  | 1 – 0   | Madagaskar | Stade El Menzah, Tunis Toeschouwers: 6.000 Scheidsrechter: Olufunmi Orimisan Olaniyan (NGR) |
| 8 juli 2000 «onderlinge duels» 19:00 (UTC+1) | Baya 43' | Verslag |            | Stade El Menzah, Tunis Toeschouwers: 6.000 Scheidsrechter: Olufunmi Orimisan Olaniyan (NGR) |

|                                              |                        |         |                   |                                                                                          |
| 9 juli 2000 «onderlinge duels» 15:30 (UTC+1) | Congo-Kinshasa         | 2 – 0   | Congo-Brazzaville | Stade des Martyrs, Kinshasa Toeschouwers: 60.000 Scheidsrechter: Felix Tangawarima (ZIM) |
| 9 juli 2000 «onderlinge duels» 15:30 (UTC+1) | Mayélé 40' Yemweni 74' | Verslag |                   | Stade des Martyrs, Kinshasa Toeschouwers: 60.000 Scheidsrechter: Felix Tangawarima (ZIM) |

|                                                  |              |         |                            |                                                                                        |
| 28 januari 2001 «onderlinge duels» 14:30 (UTC+3) | Madagaskar   | 1 – 3   | Ivoorkust                  | Mahamasinastadion, Antananarivo Toeschouwers: 27.600 Scheidsrechter: Simon Motau (RSA) |
| 28 januari 2001 «onderlinge duels» 14:30 (UTC+3) | Menakely 58' | Verslag | 39', 46' Bakayoko 86' Zoko | Mahamasinastadion, Antananarivo Toeschouwers: 27.600 Scheidsrechter: Simon Motau (RSA) |

|                                                  |                   |         |                        |                                                                                      |
| 28 januari 2001 «onderlinge duels» 15:00 (UTC+1) | Congo-Brazzaville | 1 – 2   | Tunesië                | Stade Municipal, Pointe-Noire Toeschouwers: 7.000 Scheidsrechter: Said Belqola (MAR) |
| 28 januari 2001 «onderlinge duels» 15:00 (UTC+1) | Bongo 42'         | Verslag | 38' Zitouni 58' Jaziri | Stade Municipal, Pointe-Noire Toeschouwers: 7.000 Scheidsrechter: Said Belqola (MAR) |

|                                                   |                                                      |         |                |                                                                                   |
| 25 februari 2001 «onderlinge duels» 16:00 (UTC+1) | Tunesië                                              | 6 – 0   | Congo-Kinshasa | Stade El Menzah, Tunis Toeschouwers: 30.000 Scheidsrechter: Mohamed Guezzaz (MAR) |
| 25 februari 2001 «onderlinge duels» 16:00 (UTC+1) | Zitouni 8', 90' Jaziri 26', 64' Kanzari 30' Baya 84' | Verslag |                | Stade El Menzah, Tunis Toeschouwers: 30.000 Scheidsrechter: Mohamed Guezzaz (MAR) |

|                                                |                |         |                       |                                                                                           |
| 10 maart 2001 «onderlinge duels» 15:30 (UTC+1) | Congo-Kinshasa | 1 – 2   | Ivoorkust             | Stade des Martyrs, Kinshasa Toeschouwers: 50.000 Scheidsrechter: Lucien Bouchardeau (NIG) |
| 10 maart 2001 «onderlinge duels» 15:30 (UTC+1) | Kimoto 90'     | Verslag | 17' Guel 45' Bakayoko | Stade des Martyrs, Kinshasa Toeschouwers: 50.000 Scheidsrechter: Lucien Bouchardeau (NIG) |

|                                              |                |         |            |                                                                                             |
| 22 april 2001 «onderlinge duels» 15:30 (UTC) | Congo-Kinshasa | 1 – 0   | Madagaskar | Stade des Martyrs, Kinshasa Toeschouwers: 60.000 Scheidsrechter: Chukwudi Chukwujekwu (NGR) |
| 22 april 2001 «onderlinge duels» 15:30 (UTC) | Inunu 42'      | Verslag |            | Stade des Martyrs, Kinshasa Toeschouwers: 60.000 Scheidsrechter: Chukwudi Chukwujekwu (NGR) |

|                                              |                        |         |                   |                                                                                              |
| 22 april 2001 «onderlinge duels» 16:00 (UTC) | Ivoorkust              | 2 – 0   | Congo-Brazzaville | Stade Félix Houphouët-Boigny, Abidjan Toeschouwers: 8.645 Scheidsrechter: Alex Quartey (GHA) |
| 22 april 2001 «onderlinge duels» 16:00 (UTC) | Keïta 39' Bakayoko 85' | Verslag |                   | Stade Félix Houphouët-Boigny, Abidjan Toeschouwers: 8.645 Scheidsrechter: Alex Quartey (GHA) |

|                                                |                                 |         |            |                                                                                      |
| 28 april 2001 «onderlinge duels» 15:30 (UTC+1) | Congo-Brazzaville               | 2 – 0   | Madagaskar | Stade Municipal, Pointe-Noire Toeschouwers: 499 Scheidsrechter: Robin Williams (RSA) |
| 28 april 2001 «onderlinge duels» 15:30 (UTC+1) | Ranaivoson 42' (e.d.) Minga 75' | Verslag |            | Stade Municipal, Pointe-Noire Toeschouwers: 499 Scheidsrechter: Robin Williams (RSA) |

|                                             |            |         |                          |                                                                                                |
| 5 mei 2001 «onderlinge duels» 14:30 (UTC+3) | Madagaskar | 0 – 2   | Tunesië                  | Mahamasinastadion, Antananarivo Toeschouwers: 5.016 Scheidsrechter: Jean-Claude Labrosse (SEY) |
| 5 mei 2001 «onderlinge duels» 14:30 (UTC+3) |            | Verslag | 85' Zitouni 90' Mhedhebi | Mahamasinastadion, Antananarivo Toeschouwers: 5.016 Scheidsrechter: Jean-Claude Labrosse (SEY) |

|                                             |                   |         |                |                                                                                          |
| 6 mei 2001 «onderlinge duels» 15:30 (UTC+1) | Congo-Brazzaville | 1 – 1   | Congo-Kinshasa | Stade Municipal, Pointe-Noire Toeschouwers: 5.000 Scheidsrechter: Ladoual Hisseine (CHA) |
| 6 mei 2001 «onderlinge duels» 15:30 (UTC+1) | Bakouma 45+2'     | Verslag | 90+2' Matondo  | Stade Municipal, Pointe-Noire Toeschouwers: 5.000 Scheidsrechter: Ladoual Hisseine (CHA) |

|                                              |            |         |              |                                                                                     |
| 20 mei 2001 «onderlinge duels» 18:00 (UTC+1) | Tunesië    | 1 – 1   | Ivoorkust    | Stade El Menzah, Tunis Toeschouwers: 40.000 Scheidsrechter: Felix Tangawarima (ZIM) |
| 20 mei 2001 «onderlinge duels» 18:00 (UTC+1) | Jaziri 49' | Verslag | 33' Bakayoko | Stade El Menzah, Tunis Toeschouwers: 40.000 Scheidsrechter: Felix Tangawarima (ZIM) |

|                                            |                                                                    |         |            |                                                                                                |
| 1 juli 2001 «onderlinge duels» 16:00 (UTC) | Ivoorkust                                                          | 6 – 0   | Madagaskar | Stade Félix Houphouët-Boigny, Abidjan Toeschouwers: 15.000 Scheidsrechter: Lim Kee Chong (MRI) |
| 1 juli 2001 «onderlinge duels» 16:00 (UTC) | Bakayoko 25', 40' (pen.) 83' K.Keïta 48' Yapi Yapo 71' F.Keïta 80' | Verslag |            | Stade Félix Houphouët-Boigny, Abidjan Toeschouwers: 15.000 Scheidsrechter: Lim Kee Chong (MRI) |

|                                              |                                                                     |         |                   |                                                                                |
| 1 juli 2001 «onderlinge duels» 19:00 (UTC+1) | Tunesië                                                             | 6 – 0   | Congo-Brazzaville | Stade El Menzah, Tunis Toeschouwers: 25.000 Scheidsrechter: Said Belqola (MAR) |
| 1 juli 2001 «onderlinge duels» 19:00 (UTC+1) | Badra 28' (pen.) Zitouni 38' Baya 44', 61' Mhedhebi 58' Jelassi 90' | Verslag |                   | Stade El Menzah, Tunis Toeschouwers: 25.000 Scheidsrechter: Said Belqola (MAR) |

|                                               |                    |         |            |                                                                                             |
| 15 juli 2001 «onderlinge duels» 15:30 (UTC+1) | Congo-Brazzaville  | 1 – 1   | Ivoorkust  | Stade Municipal, Pointe-Noire Toeschouwers: 20.000 Scheidsrechter: Hailemelak Tessema (ETH) |
| 15 juli 2001 «onderlinge duels» 15:30 (UTC+1) | Bakouma 86' (pen.) | Verslag | 82' Traoré | Stade Municipal, Pointe-Noire Toeschouwers: 20.000 Scheidsrechter: Hailemelak Tessema (ETH) |

|                                               |                |         |                         |                                                                                        |
| 15 juli 2001 «onderlinge duels» 15:30 (UTC+1) | Congo-Kinshasa | 0 – 3   | Tunesië                 | Stade des Martyrs, Kinshasa Toeschouwers: 20.000 Scheidsrechter: Koman Coulibaly (MLI) |
| 15 juli 2001 «onderlinge duels» 15:30 (UTC+1) |                | Verslag | 14' Badra 50', 54' Baya | Stade des Martyrs, Kinshasa Toeschouwers: 20.000 Scheidsrechter: Koman Coulibaly (MLI) |

|                                               |                     |         |                   |                                                                                      |
| 29 juli 2001 «onderlinge duels» 14:30 (UTC+3) | Madagaskar          | 1 – 0   | Congo-Brazzaville | Mahamasinastadion, Antananarivo Toeschouwers: 694 Scheidsrechter: Eddy Maillet (SEY) |
| 29 juli 2001 «onderlinge duels» 14:30 (UTC+3) | Randriamarozaka 61' | Verslag |                   | Mahamasinastadion, Antananarivo Toeschouwers: 694 Scheidsrechter: Eddy Maillet (SEY) |

|                                             |           |         |                           |                                                                                           |
| 29 juli 2001 «onderlinge duels» 16:00 (UTC) | Ivoorkust | 1 – 2   | Congo-Kinshasa            | Stade Félix Houphouët-Boigny, Abidjan Toeschouwers: 5.000 Scheidsrechter: Sule Mana (NGR) |
| 29 juli 2001 «onderlinge duels» 16:00 (UTC) | Keïta 72' | Verslag | 34' Tokala 79' Mulekelayi | Stade Félix Houphouët-Boigny, Abidjan Toeschouwers: 5.000 Scheidsrechter: Sule Mana (NGR) |

### Groep 5
De strijd in deze groep was sterk devalueerd, omdat Guinea halverwege de competitie werd uitgesloten vanwege overheidsingrijpen in de voetbalbond. Zuid Afrika had weinig tegenstand en verloor alleen twee punten in de uitwedstrijd van Burkina Fasso. De eerste wedstrijd tegen Zimbabwe eindigde in een tragedie, een 0-2 stand voor Zuid Afrika werd de wedstrijd gestaakt, omdat er paniek ontstond bij de toeschouwers, toen de Zimbabwaanse politie traangas gebruikte om rellen te onderdrukken. Daarbij vielen dertien doden.
| Nr. | Land         | GW                       | W                        | G                        | V                        | DV                       | DT                       | DS                       | Ptn                      | Resultaat                              |
| --- | ------------ | ------------------------ | ------------------------ | ------------------------ | ------------------------ | ------------------------ | ------------------------ | ------------------------ | ------------------------ | -------------------------------------- |
| 1.  | Zuid-Afrika  | 6                        | 5                        | 1                        | 0                        | 10                       | 3                        | +7                       | 16                       | Gekwalificeerd voor het hoofdtoernooi. |
| 2.  | Zimbabwe     | 6                        | 4                        | 0                        | 2                        | 7                        | 5                        | +2                       | 12                       |                                        |
| 3.  | Burkina Faso | 6                        | 1                        | 2                        | 3                        | 7                        | 8                        | –1                       | 5                        |                                        |
| 4.  | Malawi       | 6                        | 0                        | 1                        | 5                        | 4                        | 12                       | –9                       | 1                        |                                        |
|     | Guinee       | Uitgesloten van deelname | Uitgesloten van deelname | Uitgesloten van deelname | Uitgesloten van deelname | Uitgesloten van deelname | Uitgesloten van deelname | Uitgesloten van deelname | Uitgesloten van deelname |                                        |

|                                               |              |         |              |                                                                                      |
| 17 juni 2000 «onderlinge duels» 15:00 (UTC+2) | Malawi       | 1 – 1   | Burkina Faso | Kamazustadion, Blantyre Toeschouwers: 44.781 Scheidsrechter: Isaack Abdulkadir (TAN) |
| 17 juni 2000 «onderlinge duels» 15:00 (UTC+2) | Chitsulo 38' | Verslag | 28' Zongo    | Kamazustadion, Blantyre Toeschouwers: 44.781 Scheidsrechter: Isaack Abdulkadir (TAN) |

|                                              |          |         |                 |                                                                                         |
| 9 juli 2000 «onderlinge duels» 15:00 (UTC+1) | Zimbabwe | 0 – 2   | Zuid-Afrika     | National Sports Stadium, Harare Toeschouwers: 55.000 Scheidsrechter: Falla N'Doye (SEN) |
| 9 juli 2000 «onderlinge duels» 15:00 (UTC+1) |          | Verslag | 7', 83' Buckley | National Sports Stadium, Harare Toeschouwers: 55.000 Scheidsrechter: Falla N'Doye (SEN) |

|                                                  |              |         |              |                                                                                   |
| 27 januari 2001 «onderlinge duels» 16:00 (UTC+2) | Zuid-Afrika  | 1 – 0   | Burkina Faso | Olympia Park, Rustenburg Toeschouwers: 35.000 Scheidsrechter: Lim Kee Chong (MRI) |
| 27 januari 2001 «onderlinge duels» 16:00 (UTC+2) | Bartlett 17' | Verslag |              | Olympia Park, Rustenburg Toeschouwers: 35.000 Scheidsrechter: Lim Kee Chong (MRI) |

|                                                 |              |         |                |                                                                                                 |
| 24 februari 2001 «onderlinge duels» 15:30 (UTC) | Burkina Faso | 1 – 2   | Zimbabwe       | Stade Municipal, Bobo-Dioulasso Toeschouwers: 20.000 Scheidsrechter: Chukwudi Chukwujekwu (NGR) |
| 24 februari 2001 «onderlinge duels» 15:30 (UTC) | Dagano 23'   | Verslag | 3', 12' Ndlovu | Stade Municipal, Bobo-Dioulasso Toeschouwers: 20.000 Scheidsrechter: Chukwudi Chukwujekwu (NGR) |

|                                                   |            |         |                          |                                                                                       |
| 25 februari 2001 «onderlinge duels» 15:00 (UTC+2) | Malawi     | 1 – 2   | Zuid-Afrika              | Kamazustadion, Blantyre Toeschouwers: 60.000 Scheidsrechter: Jelas Ntebu Masole (BOT) |
| 25 februari 2001 «onderlinge duels» 15:00 (UTC+2) | Mabedi 84' | Verslag | 25' Masinga 81' Nomvethe | Kamazustadion, Blantyre Toeschouwers: 60.000 Scheidsrechter: Jelas Ntebu Masole (BOT) |

|                                                |                           |         |        |                                                                                       |
| 11 maart 2001 «onderlinge duels» 15:00 (UTC+1) | Zimbabwe                  | 2 – 0   | Malawi | National Sports Stadium, Harare Toeschouwers: 25.000 Scheidsrechter: Ahmed Auda (EGY) |
| 11 maart 2001 «onderlinge duels» 15:00 (UTC+1) | Benjani 45' Kasinauyo 83' | Verslag |        | National Sports Stadium, Harare Toeschouwers: 25.000 Scheidsrechter: Ahmed Auda (EGY) |

|                                              |                                                  |         |                        |                                                                                       |
| 21 april 2001 «onderlinge duels» 16:00 (UTC) | Burkina Faso                                     | 4 – 2   | Malawi                 | Stade du 4-Août, Ouagadougou Toeschouwers: 22.631 Scheidsrechter: Gilbert Njike (CMR) |
| 21 april 2001 «onderlinge duels» 16:00 (UTC) | Kambou 32' H.Traoré 76' Korbeogo 83' Yaméogo 90' | Verslag | 9' Chitsulo 78' Maduka | Stade du 4-Août, Ouagadougou Toeschouwers: 22.631 Scheidsrechter: Gilbert Njike (CMR) |

|                                             |                           |         |            |                                                                                     |
| 5 mei 2001 «onderlinge duels» 16:00 (UTC+2) | Zuid-Afrika               | 2 – 1   | Zimbabwe   | FNB Stadium, Johannesburg Toeschouwers: 8.619 Scheidsrechter: Reda El-Beltagy (EGY) |
| 5 mei 2001 «onderlinge duels» 16:00 (UTC+2) | Bartlett 18' McCarthy 40' | Verslag | 53' Ndlovu | FNB Stadium, Johannesburg Toeschouwers: 8.619 Scheidsrechter: Reda El-Beltagy (EGY) |

|                                            |              |         |             |                                                                                      |
| 1 juli 2001 «onderlinge duels» 16:00 (UTC) | Burkina Faso | 1 – 1   | Zuid-Afrika | Stade du 4-Août, Ouagadougou Toeschouwers: 22.770 Scheidsrechter: Alex Quartey (GHA) |
| 1 juli 2001 «onderlinge duels» 16:00 (UTC) | Nana 73'     | Verslag | 24' Zuma    | Stade du 4-Août, Ouagadougou Toeschouwers: 22.770 Scheidsrechter: Alex Quartey (GHA) |

|                                               |                     |         |        |                                                                                   |
| 14 juli 2001 «onderlinge duels» 15:00 (UTC+2) | Zuid-Afrika         | 2 – 0   | Malawi | Hoffe Parkstadion, Durban Toeschouwers: 17.500 Scheidsrechter: Eddy Maillet (SEY) |
| 14 juli 2001 «onderlinge duels» 15:00 (UTC+2) | Booth 5' August 54' | Verslag |        | Hoffe Parkstadion, Durban Toeschouwers: 17.500 Scheidsrechter: Eddy Maillet (SEY) |

|                                               |              |         |              |                                                                              |
| 15 juli 2001 «onderlinge duels» 15:00 (UTC+1) | Zimbabwe     | 1 – 0   | Burkina Faso | Rufarostadion, Harare Toeschouwers: 10.000 Scheidsrechter: Salah Salih (SDN) |
| 15 juli 2001 «onderlinge duels» 15:00 (UTC+1) | Makunike 43' | Verslag |              | Rufarostadion, Harare Toeschouwers: 10.000 Scheidsrechter: Salah Salih (SDN) |

|                                               |        |         |            |                                                                                    |
| 28 juli 2001 «onderlinge duels» 15:00 (UTC+2) | Malawi | 0 – 1   | Zimbabwe   | Kamazustadion, Blantyre Toeschouwers: 20.000 Scheidsrechter: Michel Gasingwa (RWA) |
| 28 juli 2001 «onderlinge duels» 15:00 (UTC+2) |        | Verslag | 78' Masiku | Kamazustadion, Blantyre Toeschouwers: 20.000 Scheidsrechter: Michel Gasingwa (RWA) |